# Gheorghe Vidrașcu
Gheorghe Vidrașcu, pe numele său real Didenko sau Didenco Vanea, (n.  ?, Străoane, Vrancea, România) a fost un demnitar comunist român, fost ilegalist.
Pe la finele lui 1944 a fost adjunctul directorului Serviciului Special de Informații, apoi primar al Ploieștiului (1945-1948) și prefect de Prahova (1948), inspector în Ministerul Afacerilor Interne (1948), președinte al Comitetului pentru Cultură Fizică și Sport (1949-1952), vicepreședinte al Consiliului de Miniștri (1953), primar al Bucureștiului, mai precis președintele Sfatului Popular al Capitalei, cum se numea funcția în acea perioadă (din ianuarie 1954 și până în februarie 1955). În anul în care a condus Capitala, Vidrașcu a deschis Muzeul „V.I. Lenin – I.V. Stalin”, în clădirea în care în prezent funcționează Muzeul Țăranului Român. În timpul mandatului său a fost terminat „Centrul de producție cinematografică Buftea”, au fost reamenajate spitale și s-a extins rețeaua de magazine..
A fost membru al prezidiului Marii Adunări Naționale (1953-1957). A fost ambasador în Cehoslovacia între 10 august 1957 și 30 iunie 1959. Gh. Vidrașcu a participat la toate întrunirile de Partid privind lucrările canalului Dunărea - Marea Neagră (1949) alături de Iosif Chișinevschi, Emil Bodnăraș, Gheorghe Gheorghiu-Dej, Avram Bunaciu și Miron Constantinescu.
Este tatăl Olimpiei Vidrașcu și al Ilenei Vidrașcu. Olimpia a fost trimisă la studii la Moscova unde a fost colegă cu Mariana Celac.

## Distincții
- Medalia „A cincea aniversare a Republicii Populare Române” (24 decembrie 1952) „pentru lupta și munca duse în vederea făuririi, consolidării și prosperării Republicii Populare Române”[8]
- Ordinul Muncii clasa a II-a (21 august 1954) „pentru merite deosebite pe tărîmul construcției de stat, economice, sociale și culturale, cu ocazia celei de a zecea aniversări a eliberării patriei noastre”[9]
- Ordinul Muncii clasa I (16 decembrie 1955) „cu prilejul împlinirii vîrstei de 50 ani și pentru îndelungată activitate revoluționară”[10]
- Ordinul „23 August” clasa a IV-a (12 august 1959) „pentru merite deosebite în opera de construire a socialismului”[11]
- Medalia „40 de ani de la înființarea Partidului Comunist din Romînia” (6 mai 1961) „pentru activitate îndelungată în mișcarea muncitorească și merite în opera de construire a socialismului”[12]
- Ordinul „Tudor Vladimirescu” clasa a III-a (4 mai 1971) „cu prilejul aniversării a 50 de ani de la constituirea Partidului Comunist Român, [...] pentru activitate îndelungată în mișcarea muncitorească și merite deosebite în opera de construire a socialismului”[13]